# 新山城 (陸奥国)
新山城（しんざんじょう）は、福島県双葉郡双葉町（陸奥国標葉郡）にあった日本の城（平山城）。別名「標葉城」。

## 概要
新山城跡は、双葉町指定史跡で、現在の常磐線双葉駅の南にある丘陵に築かれており、双葉町立双葉中学校から常磐線の線路を挟んで新山神社までの広範囲が縄張りで、丘陵北側（双葉町立双葉中学校の校庭の北側）が湿地帯となっており、南側は根小屋川が流れ、これらが天然の堀となり防御に適していた。
城の構造は平山城であるが砦にも近いもので、現在も、曲輪、土塁、空堀、畝状竪堀が残っている。
城跡付近には根小屋や東舘など城と関連する地名が現在も残っている。城下には新山駅があり江戸時代には浜街道の宿場町（新山宿）として、その後は福島第一原子力発電所事故まで新山商店街として多くの商店が並んでいた。

## 歴史
1331年（元弘元年）標葉氏により築城されたと伝わる。
標葉隆連（標葉氏八代当主標葉持隆の三男）が父の命令により新山城に移り初代城主となる。
鎌倉幕府滅亡後の後醍醐天皇の建武の親政時には北畠顕家に従い津軽方面の北条方の残党と戦い、南北朝時代は、霊山にいらした義良親王のもと、南朝方として引き続き北畠顕家に従軍し北朝方の相馬氏の小高城を攻め、また近江国辺りまでも西上転戦していたが、次第にその待遇に不満を持ち1343年（興国4年/康永2年）頃に北朝方に服属する。
1442年（嘉吉2年）二代城主の標葉隆重が当主の標葉清隆の家臣を殺害し、それに怒った清隆に攻められ落城すると隆重は岩城氏領に逃れる。隆重の子、標葉隆豊が三代城主となる。
1474年（文明6年）岩城氏が白河結城氏と結び楢葉郡の楢葉氏を滅ぼし、同郡を支配すると対岩城氏の前線となった。
1492年（延徳4年/明応元年）には、主家との関係が悪化していた標葉隆豊は相馬高胤、相馬盛胤父子とともに権現堂城（浪江町）を攻め、12月に権現堂城は落城し標葉清隆、当主の標葉隆成父子が自刃し標葉氏が滅亡する。盛胤はその勢いに乗じ、標葉郡に続き岩城氏領となっていた楢葉郡北部まで攻略する。
隆豊は、戦後、その功績により相馬氏より胤の文字を賜り藤橋性を名乗り名を、藤橋胤衡と改名し藤橋氏の祖となり相馬氏家臣となる。
その後は胤衡の子の藤橋隆胤が四代城主となるが、相馬氏領北部方面（現在の宮城県伊具郡丸森町、相馬郡新地町、相馬市など）での対伊達氏との戦が激化しはじめたことから、隆胤は前線の守備を任されることとなり、新山から石上（相馬市）へと移った。それ以降は相馬氏による直接支配となり1615年（慶長20年）もしくは1611年（慶長16年）まで城代がおかれたとされている。
1524年（大永4年）または1534年（天文3年）に相馬顕胤は義父伊達稙宗の援護を受け岩城氏により奪還されていた楢葉郡の富岡城（富岡町）、木戸城（楢葉町）などを奪還するも、1570年（元亀元年）に、岩城宗隆、岩城隆時（富岡隆時）父子によりが再び奪われると相馬氏領の南方面では大規模な支城群のひとつとなり、緩衝地帯（熊川、都路、夜ノ森）を挟み、西の田村氏や南の岩城氏に、天正年間後期（郡山合戦から奥州仕置まで）になると伊達政宗に備える位置にあった。
なお、相馬氏領の南部の戦いは主に岩城氏と楢葉郡で、田村氏と三春城など仙道で行われており、南から標葉郡に攻め込まれるなどして、新山城が戦場となった記録は残っていない。
城の南側と東側の根小屋川を渡ったところに街道（海道、都路街道）があり、西に進むと田村氏領の田村郡へと、北に進むと権現堂城（浪江町）、小高城（南相馬市）、相馬中村城（相馬市）へと、南に進むと岩城氏領の楢葉郡へと続く位置にあった。

## 東日本大震災及び福島第一原子力発電所事故後
2011年(平成23年)3月11日に発生した東日本大震災及び福島第一原子力発電所事故の影響でこの区域は警戒区域(のちに帰還困難区域)となり人の立ち入りが大きく制限された。
2020年(令和2年)に特定復興再生拠点区域となり区域の解除に向け除染作業などインフラ整備が開始され、入口前の道路は通過交通が可能だが、城跡は整備されておらず、除染や樹木の伐採など手入れも全くされていないため、入口もどこなのか分からない状態である。2022年（令和4年）8月30日に避難指示が解除された城跡の一部（新山神社付近）は立ち入りが可能となったが、曲輪などは木々の生い茂る山中にあり住宅ではないことから除染の対象にならず、整備もされていないため見ることは出来ない状態である。

## 交通アクセス
所在地
福島県双葉郡双葉町大字新山字東舘
交通
○仙台・いわき・東京方面から
JR常磐線双葉駅から南側に進み入口（双葉町立双葉中学校前）まで徒歩約10分、新山城本城跡（新山神社裏）までは徒歩約4分
国道6号牛踏交差点から車で約3分
常磐自動車道常磐双葉ＩＣから車で約10分

○郡山・会津若松・新潟方面から
国道4号郡山市日和田交差点から国道288号を車で約1時間40分
磐越自動車道船引三春ICから国道288号を車で約１時間20分